# Mark of the Frog
Mark of the Frog é um seriado estadunidense de 1928, gênero drama, dirigido por Arch Heath, em 10 capítulos, estrelado por Donald Reed e Margaret Morris. Produzido e distribuído pela Pathé Exchange, veiculou nos cinemas estadunidenses entre 25 de março e 27 de maio de 1928. Foi baseado no conto de 1923 “The Fellowship of the Frog”, de Edgar Wallace.
Este seriado é considerado perdido.

## Elenco
- Donald Reed[3]
- Margaret Morris
- George Harcourt
- Gus De Weil
- Frank Lackteen
- Charles Anthony Hughes (creditado Tony Hughes)
- Frank B. Miller
- Helen Greene
- Edward Roseman (creditado Ed Roseman)
- Sidney Paxton
- Morgan Jones
- William Willis

## Capítulos
1. The Gas Attack
2. Decoyed
3. The Jail Delivery
4. Triple Vengeance
5. The Enemy Within
6. Cross Fire
7. Framed
8. A Life At Stake
9. A Race With Death
10. Paying The Penalty